# L'Oranger
L'Oranger est un recueil de cinq longues nouvelles de l'écrivain mexicain Carlos Fuentes, publié en 1993. Dans ces nouvelles, Carlos Fuentes revisite des éléments historiques, principalement autour de la colonisation de l'Amérique Latine au XVIe siècle. Il joue de différents motifs, récurrents dans ses œuvres, comme celui du conquérant conquis, ou celui des répétitions de l'histoire. Dans chacune des nouvelles reviennent une graine d'oranger, un oranger ou une orange, comme fil conducteur entre les lieux et les époques. Avec ce livre, Fuentes clôt son cycle narratif « L'âge du temps » en développant les thèmes de la fécondité, du métissage et de la vie dans de nouveaux territoires, à partir d'épisodes historiques comme le siège de Numance ou la Conquête du Mexique,.

## Résumé

### Les deux rives
Gerónimo de Aguilar raconte comment, après avoir vécu des années avec des Indiens, il servit d'interprète à Hernán Cortés pendant sa Conquête du Mexique, avec le projet caché de faire échouer ses manœuvres. 

### Les fils du conquérant
Martín II, fils de Cortés et de La Malinche, discute par monologues interposés avec son frère Martín I. Ils reviennent sur leur père, ses femmes et l'avenir de la colonie. Les deux frères finissent par être accusés de conspiration et s'exilent en Espagne. 

### Les deux Numance
L'historien Polybe analyse la personnalité double du général Scipion Émilien et son lien avec sa stratégie lors du siège de Numance.

### Apollon et les putains
Vince Valera, acteur de Hollywood aux rares succès, visite une maison close de naines à Acapulco. Il propose aux prostituées une sortie en vedette et meurt d'une crise cardiaque tandis qu'elles lui font l'amour.

### Les deux Amériques
Cette nouvelle se présente comme le journal de Christophe Colomb, dans une version de l'histoire alternative où celui-ci aurait été rejeté seul dans un Nouveau Monde magique et aurait survécu jusqu'au XXIe siècle.